# ای‌اف‌سی کاپ ۲۰۲۲
ای‌اف‌سی کاپ ۲۰۲۲ نوزدهمین دورهٔ مسابقات ای‌اف‌سی کاپ و دومین تورنومنت معتبر فوتبال آسیا بعد از مسابقات لیگ قهرمانان آسیا که توسط کنفدراسیون فوتبال آسیا برگزار شد.

## فینال
| السیب | ۳–۰ | کوالالامپور سیتی |
| ----- | --- | ---------------- |
|       |     |                  |

## قهرمان
| قهرمان ای‌اف‌سی کاپ ۲۰۲۲ |
| ---------------------- |
| السیب                  |
| اولین قهرمانی          |